# Liste der Bodendenkmäler in Geilenkirchen
Die Liste der Bodendenkmäler in Geilenkirchen enthält die denkmalgeschützten unterirdischen baulichen Anlagen, Reste oberirdischer baulicher Anlagen, Zeugnisse tierischen und pflanzlichen Lebens und paläontologischen Reste auf dem Gebiet der Stadt Geilenkirchen im Kreis Heinsberg in Nordrhein-Westfalen (Stand: Dezember 2019). Diese Bodendenkmäler sind in Teil B der Denkmalliste der Stadt Geilenkirchen eingetragen; Grundlage für die Aufnahme ist das Denkmalschutzgesetz Nordrhein-Westfalen (DSchG NRW).
| Bild                                                  | Bezeichnung                                           | Lage          | Beschreibung | Bauzeit | Eingetragen seit | Denkmal- nummer |
| ----------------------------------------------------- | ----------------------------------------------------- | ------------- | ------------ | ------- | ---------------- | --------------- |
|                                                       | Grabhügel                                             | Teveren       |              |         | 23.05.1984       | B1              |
|                                                       | Landwehr (Römerwall)                                  |               |              |         | 25.09.1984       | B2              |
|                                                       | Burgplatz Breill                                      | Geilenkirchen |              |         | 15.10.1984       | B3              |
|                                                       | Grabenanlage nahe Hoven                               | Geilenkirchen |              |         | 15.10.1984       | B4              |
|                                                       | Grabenrechteck nahe Kogenbroich                       | Geilenkirchen |              |         | 21.02.1985       | B5              |
| Hangmotte in Leiffarth                                | Hangmotte in Leiffarth                                | Geilenkirchen |              |         | 21.02.1985       | B6              |
| Burg Trips / Inseln der Vorburgen und der Hauptburgen | Burg Trips / Inseln der Vorburgen und der Hauptburgen | Geilenkirchen |              |         | 21.02.2003       | B7              |
|                                                       | Hohlweg „Kogenbroicher Gracht“                        | Geilenkirchen |              |         | 13.11.2012       | B8              |
|                                                       | Panzerhindernis (Hommerschen)                         | Geilenkirchen |              |         | 06.04.2017       | B9              |
|                                                       | Panzergraben (bei Burg Trips)                         | Geilenkirchen |              |         | 06.04.2017       | B10             |
|                                                       | Gut Opheim                                            | Geilenkirchen |              |         | 06.04.2017       | B11             |